# علاجات زهرة باخ
علاجات زهرة باخ ( BFRs ) (من الإنجليزية: Bach flower remedies) عبارة عن حلول للبراندي والماء - الماء الذي يحتوي على مخففات شديدة من مادة الزهرة التي طورها إدوارد باخ، معالج تجانسي إنجليزي، في ثلاثينيات القرن الماضي. ادعى باخ أن الندى الموجود على بتلات الزهور يحتفظ بالخصائص العلاجية المفترضة لذلك النبات. لم تجد المراجعات المنهجية للتجارب السريرية لمحاليل زهرة باخ أي فعالية تتجاوز تأثير الدواء الوهمي. 

## وصف
حلول علاج زهرة باخ، التي تحتوي على مزيج بنسبة 50:50 من الماء والبراندي، تسمى صبغة الأم. علاجات الأسهم - الحلول التي تباع في المتاجر - هي تخفيف صبغة الأم إلى سائل آخر. السائل المستخدم غالبًا هو الكحول، بحيث يكون مستوى الكحول من حيث الحجم في معظم علاجات باخ بين 25 و 40٪   (50 إلى 80 برهان ). لا تحتوي المحاليل على رائحة أو طعم مميز للنبات بسبب التخفيف. ينتج عن عملية التخفيف احتمالية إحصائية بأن يبقى أكثر بقليل من جزيء واحد؛ يُزعم أن العلاجات تحتوي على طبيعة «حيوية» أو «اهتزازية» للزهرة وأن هذا يمكن أن ينتقل إلى المستخدم. وصف البعض الحلول بأنها أدوية اهتزازية،   مما يعني أنهم يعتمدون على المفهوم العلمي الزائف لذاكرة الماء. غالبًا ما يتم تصنيفها على أنها معالجة مثلية لأنها مخففة للغاية في الماء، ولكنها ليست معالجة المثلية لأنها لا تتبع أفكارًا أخرى عن المعالجة المثلية مثل قانون التشبيه . 

## فعالية
في مراجعة قاعدة بيانات عام 2002 للتجارب العشوائية، خلص إدزارد إرنست إلى:
إن الفرضية القائلة بأن علاجات الزهور مرتبطة بتأثيرات تتجاوز استجابة الدواء الوهمي غير مدعومة ببيانات من تجارب إكلينيكية صارمة.
جميع الدراسات مزدوجة التعمية العشوائية، سواء ايجاد لصالح أو ضد الحلول، لقد عانى من صغيرة فوج أحجام لكن الدراسات باستخدام أفضل الأساليب وجدت أي تأثير على الدواء الوهمي . الطريقة الأكثر احتمالاً للتعامل مع علاجات الزهور هي أن تكون الدواء الوهمي ، والذي يتم تعزيزه من خلال التأمل في الحالة العاطفية للمريض، أو ببساطة يتم الاستماع إليه من قبل الممارس. قد يكون فعل الاختيار وأخذ العلاج بمثابة طقوس مهدئة.

خلصت مراجعة منهجية في عام 2009 إلى:
تنطوي معظم الأدلة المتاحة بشأن فعالية وسلامة مثبطات اللهب البرومينية على مخاطر عالية من التحيز. استنتجنا أنه بناءً على الأحداث الضائرة المبلغ عنها في هذه التجارب الست، من المحتمل أن تكون مثبطات اللهب البرومينية آمنة. يوجد عدد قليل من التجارب المرتقبة الخاضعة للرقابة لمثبطات اللهب البرومينية للمشاكل النفسية والألم. يشير تحليلنا للتجارب الأربع المضبوطة لـ BFRs لقلق الفحص و ADHD إلى أنه لا يوجد دليل على فائدة مقارنة بتدخل الدواء الوهمي.
خلصت مراجعة منهجية أحدث نشرها إرنست في عام 2010 إلى:
فشلت جميع التجارب التي خضعت للعلاج الوهمي في إثبات فعاليتها. وخلص إلى أن التجارب السريرية الأكثر موثوقية لا تظهر أي اختلافات بين علاجات الزهور والأدوية الوهمية.
يتم الترويج أحيانًا لعلاجات الزهور على أنها قادرة على تقوية جهاز المناعة، ولكن «لا يوجد دليل علمي يثبت أن علاجات الزهور يمكنها التحكم في أي نوع من الأمراض، بما في ذلك السرطان، أو علاجه أو الوقاية منه».

## يستخدم
يتم استخدام كل حل بمفرده أو بالاقتران مع حلول أخرى، ويقال كل زهرة من قبل المدافعين لنقل صفات محددة. تستخدم الحلول أيضًا مع الحيوانات الأليفة والحيوانات الأليفة. عادة ما تؤخذ العلاجات عن طريق الفم. 
قد يوصى بالحلول من قبل المعالج الطبيعي أو ممارس زهور باخ بعد مقابلة. يوصي بعض البائعين باستخدام dowsing لتحديد الحل. 
أفضل منتج حل معروف هو تركيبة Rescue Remedy  التي تحتوي على كمية متساوية من كل من الورد الصخري ، و impatiens ، و clematis ، ونجمة بيت لحم ، وعلاجات برقوق الكرز . Rescue Remedy هي علامة تجارية وتنتج الشركات الأخرى نفس الصيغة تحت أسماء أخرى ، مثل Five Flower Remedy. يحتوي كريم الإنقاذ على نفس العلاجات في شكل كريم ، مع إضافة تفاح السلطعون . 

## فلسفة
يعتقد باخ أن المرض كان نتيجة الصراع بين مقاصد الروح وأفعال الشخصية ونظرتها. هذه الحرب الداخلية ، بحسب باخ ، تؤدي إلى حالة مزاجية سلبية و «إعاقة للطاقة» ، يعتقد أنها تسبب انعدام «الانسجام» ، وبالتالي تؤدي إلى أمراض جسدية. : 9 – 10
استمد باخ حلوله بشكل حدسي  واستنادًا إلى صلاته النفسية المتصورة بالنباتات ، بدلاً من استخدام البحث القائم على الأساليب العلمية . ص. 185 إذا شعر باخ بعاطفة سلبية ، فإنه سيمسك يده على نباتات مختلفة ، وإذا خفف أحدها من هذه المشاعر ، فسوف ينسب القوة لمعالجة تلك المشكلة العاطفية إلى ذلك النبات. تخيل أن ضوء الشمس في الصباح الباكر الذي يمر عبر قطرات الندى على بتلات الزهور ينقل قوة الشفاء من الزهرة إلى الماء ،  لذلك كان يجمع قطرات الندى من النباتات ويحافظ على الندى بكمية متساوية من البراندي إلى إنتاج صبغة الأم التي من شأنها أن تخفف أكثر قبل الاستخدام. وجد لاحقًا أن كمية الندى التي يمكنه جمعها لم تكن كافية ، لذلك كان يعلق الأزهار في مياه الينابيع ويسمح لأشعة الشمس بالمرور من خلالها. إذا كان هذا غير عملي بسبب قلة ضوء الشمس أو لأسباب أخرى ، فقد كتب أن الأزهار قد تغلي. نتيجة هذه العملية يطلق على باخ اسم «صبغة الأم» ، والتي يتم تخفيفها بعد ذلك قبل البيع أو الاستخدام.
كان باخ راضيًا عن الطريقة ، بسبب بساطتها ، ولأنها تضمنت عملية دمج العناصر الأربعة :
بحلول وقت وفاته في عام 1936 عن عمر يناهز الخمسين عامًا ، كان باخ قد أنشأ نظامًا من 38 علاجًا مختلفًا للزهور جنبًا إلى جنب مع نظرياتهم المقابلة للأمراض.